# Heliobacteriaceae
Heliobacteriaceae (лат.) (гелиобактерии) — небольшое семейство бактерий, которые получают энергию через фотосинтез, используя реакционный центр, сходный с фотосистемой I. Морфологически представляют собой одноклеточные плейоморфные палочковидные или спиральные организмы. Могут передвигаться путём скольжения или с помощью жгутиков.

## Фотосинтез
Гелиобактерии используют уникальный, свойственный только для этой группы пигмент бактериохлорофилл g, который поглощает в области более коротких длин волн по сравнению с другими фотосинтетическими пигментами (670—788 нм), давая возможность представителям этой семьи занять свою собственную экологическую нишу. В качестве специальной пары у этих организмов присутствует пигмент П798, состоящий из двух бактериохлорофиллов g, в то время как у всех других фотосинтезирующих микроорганизмов специальная пара фотосистемы состоит исключительно из бактериохлорофилла a. Помимо этого в их реакционном центре обнаружены минорные количества окисленного в 8-е положение хлорофилла a. Фотосинтез протекает на клеточной мембране, которая не формирует складок или ламелл, так, как это происходит у пурпурных бактерий. Каротиноиды представлены C30-производными нейроспорина. Из переносчиков найдены цитохромы c, bc1 и менахиноны.

## Физиология
На свету растут только в анаэробных условиях при высокой интенсивности света. В темноте могут существовать как микроаэрофилы, сбраживая пируват до ацетата. Предпочитают фотогетеротрофный образ жизни. В качестве доноров электронов могут использовать только восстановленные соединения углерода. У некоторых показана  ассимиляционная сульфатредукция. В темноте способны к серному дыханию. Способны усваивать небольшое число органических субстратов при помощи реакций карбоксилирования. Цикл Кальвина не обнаружен и пока, не доказана фиксация углекислоты через какой-либо другой цикл.

## Филогения
Филогенетические деревья, основанные на рибосомальной РНК помещают Heliobacteriaceae в тип Firmicutes. В отличие от большинства представителей типа, они не проявляют грамположительного окраски, так как их клеточные стенки очень тонкие, но для них как и для других грамположительных бактерий (Clostridia) характерно отсутствие внешней мембраны. Их муреин по строению близок к грамположительному типу, отсутствуют липополисахариды, а наличие белкового слоя варьирует. Они также подобны грамположительным бактериям в других аспектах, в частности способностью формировать эндоспоры с большим содержанием кальция и дипиколиновой кислоты. Гелиобактерии — единственная родственная грамположительным бактериям группа, которая осуществляет фотосинтез.

## Местообитание
Heliobacteriaceae — фотогетеротрофы, использующих энергию света или химических веществ и зависящих исключительно от органических источников углерода. Являются облигатными анаэробами, так как хлорофилл g инактивируется в присутствии кислорода. Тогда как большинство фотосинтезирующих бактерий обитают в воде, Heliobacteriaceae были найдены преимущественно в земле, в частности на рисовых полях и заболоченных почвах. Они алчные азотофиксаторы и, по-видимому, важны для плодородия рисовых полей.

## Таксономия
Семейство Heliobacteriaceae
- Candidatus Helioclostridium♠[7]Girija et al. 2006
  - Candidatus Helioclostridium ananthapuram♠ Girija et al. 2006
- Heliorestis Bryantseva et al. 2000
  - H. baculata Bryantseva et al. 2001
  - H. convoluta♠ Asao et al. 2005
  - H. daurensis Bryantseva et al. 2000
- Heliophilum Ormerod et al. 1996
  - Heliophilum fasciatum Ormerod et al. 1996
- Heliobacillus Beer-Romero and Gest 1998
  - Candidatus H. elongatus♠ Girija et al. 2006
  - H. mobilis Beer-Romero and Gest 1998
- Heliobacterium Gest and Favinger 1985
  - H. aridinosum♠ Girija et al. 2006
  - H. chlorum Gest and Favinger 1985
  - H. gestii Ormerod et al. 1996
  - H. modesticaldum Kimble et al. 1996
  - H. sulfidophilum Bryantseva et al. 2001
  - H. undosum Bryantseva et al. 2001